# Gian Casty
Gian Casty (* 10. Mai 1914 in Zuoz; † 21. August 1979 in Basel; heimatberechtigt in Basel und Trin) war ein Schweizer Maler, Illustrator und Glasmaler. Er gehörte zu jener Avantgarde der Schweizer Kunstszene, welche die Glasmalerei als vollwertiges künstlerisches Ausdrucksmittel wiederentdeckte.

## Leben und Werk

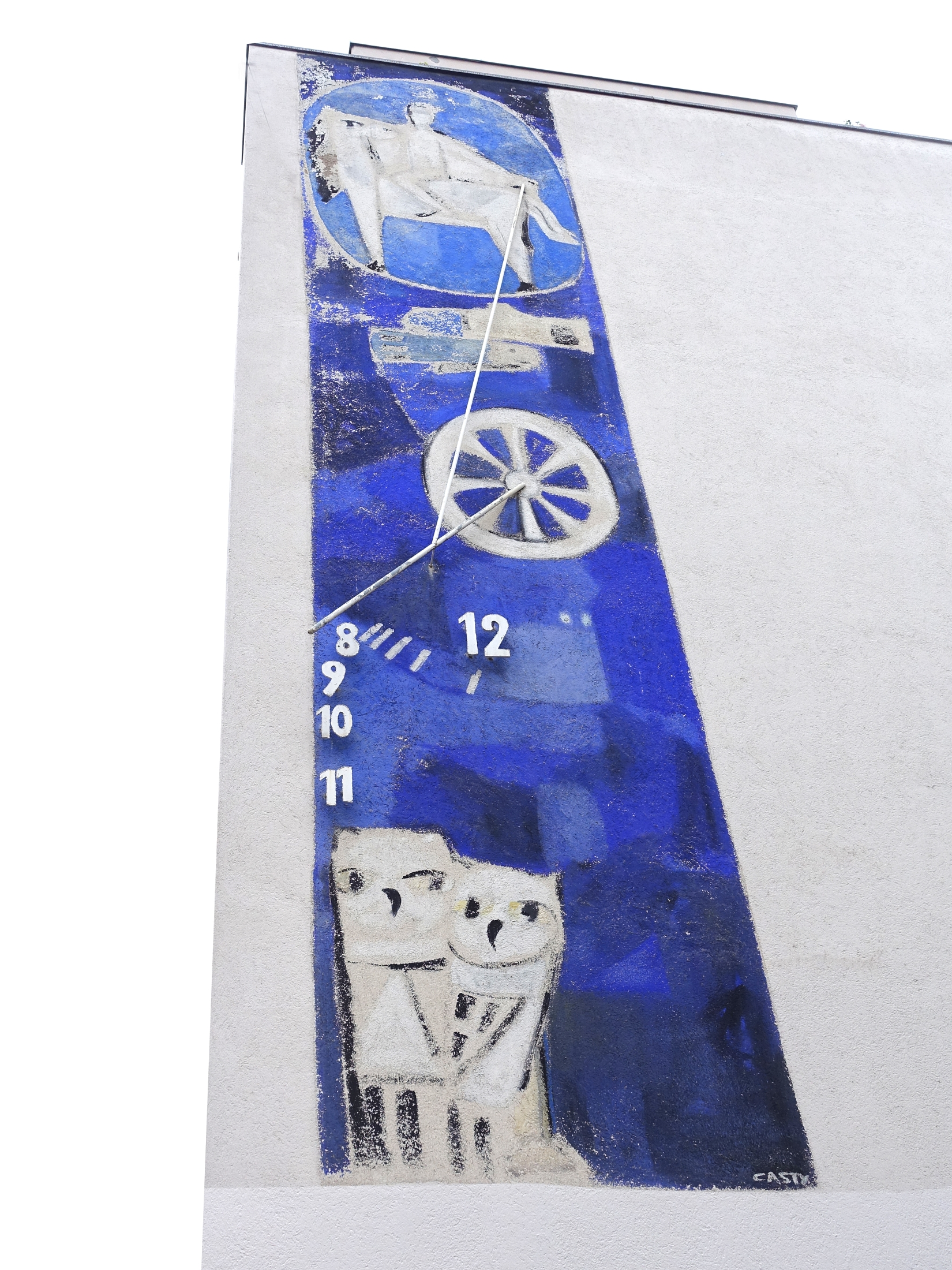
Wandbild. Leonhardstrasse, Holbeinstrasse, Basel

Gian Casty wuchs in einer Bergbauernfamilie auf. Er machte in Chur von 1930 bis 1933 eine Lehre als Flach- und Dekorationsmaler bei Malermeister Räth. An der Allgemeinen Gewerbeschule Basel besuchte er als Tagesschüler den Malunterricht bei Arnold Fiechter und 1937/1938 den Abendkurs Zeichen bei Theo Eble. Casty teilte sich die Wohnung in Basel mit dem Maler und Grafiker Ernst Streit.
1937 hielt er sich in Malmö auf, und 1938/1939 war er zwei Semester an der Académie de la Grande Chaumière. Seine Werke waren vom spätimpressionistischen Einfluss geprägt. Von 1941 bis 1943 war Casty vorwiegend als Flach- und Dekorationsmaler tätig. Danach entschied er sich für eine Künstlerlaufbahn.
Ab 1946 absolvierte er bei Hans Schläfli eine Ausbildung zum Glasmaler. Aus dieser Zeit stammt eine hochpolitische Kreuzigungsszene, die 2025 erstmals im Rahmen einer Ausstellung zum Thema "Krieg und Auferstehung" im Tenna Hospiz öffentlich zu sehen ist. Die erfolgreiche Mitarbeit bei Wettbewerben und direkten Aufträgen des Kunstkredits Basel-Stadt machte ihn in weiten Kreisen bekannt. 1944 erhielt er ein Eidgenössisches Kunststipendium, und 1966 gewann er den Preis Schweizer Plakat des Jahres.
In Zuoz schuf Casty Sgraffiti und für Kinderbücher die Illustrationen. Er war zeitlebens mit Gian Pedretti freundschaftlich verbunden.
Zwischen 1948 und 1979 gestaltete Casty rund 420 Einzelscheiben für Private, öffentliche Institutionen und in über 40 sakralen und profanen Gebäuden, mehrheitlich in der Region Basel, der Ostschweiz und in Graubünden. Diese Bilder stellen oft heraldische, religiöse und Märchenmotive dar. Im sakralen Bereich schaffte er den Durchbruch mit der Christophorus-Scheibe, die 1955 vom Bund erworben und Papst Pius XII. zum 80. Geburtstag überreicht wurde. In Zuoz finden sich von Casty 15 Werke im öffentlichen Raum, so in der Reformierte Kirche Zuoz, in der Katholische Kirche Santa Chatrigna, in der Kapelle San Bastiaun, im Gemeindehaus und im Zugangstunnel zum Parkhaus Central und im Restaurant Dorta.
Sein umfangreichstes Werk entstand in den Jahren von 1957 bis 1960 im Auftrag des Schweizerischen Bankvereins. Für die drei grossen, gegen einen Innenhof gerichteten rundbogigen Fenster im Gang des Basler Bankgebäudes im ersten Stock schuf er in einer einheitlich konzipierten Serie die Darstellung der fünf Erdteile und verlieh dabei jedem einzelnen Fenster die seinem Standort in dem abgewinkelten Gang gemässe, auf den Lichtfall berechnete und auf die Abfolge in der Reihe abgestimmte eigene Form. Seit einem Grossbrand im Bankgebäude 1978 werden die unversehrten Glasbilder in Zuoz aufbewahrt und seit 2017 im Zugangstunnel zum Parkhaus ausgestellt.
2011 wurden seine Werke im Schweizerischen Glasmuseum Vitromusée Romont, 2012 in Basel, 2014 in Zuoz und 2019 in einer Sonderausstellung im Museum Langenthal gezeigt.
Gian Casty heiratete 1943 Elisabeth Binder. Sie hatten zwei Töchter (Mierta geb. 1949 und Ursina geb. 1951).

## Werke im öffentlichen Raum (Auswahl)

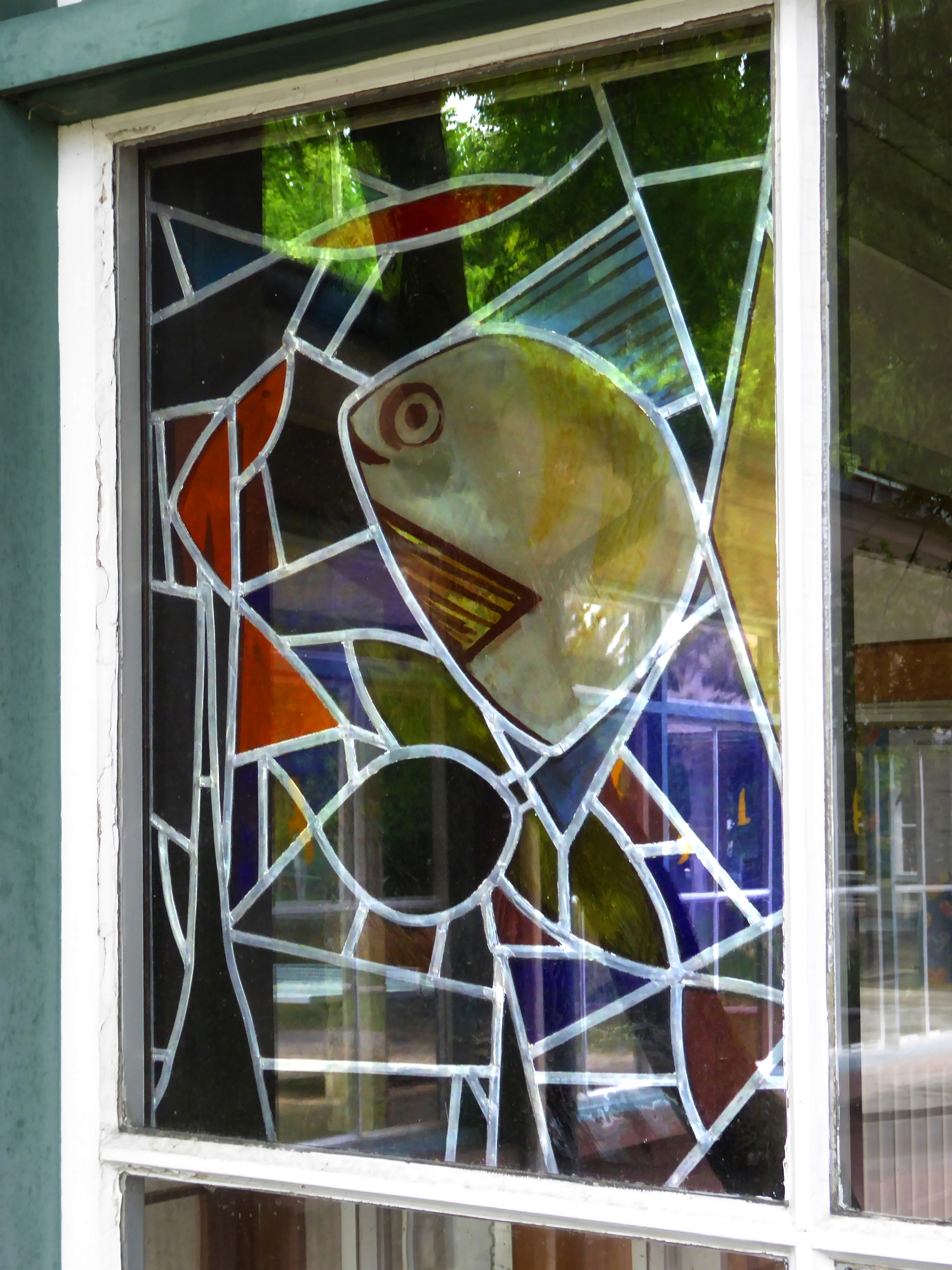
Fische 1951. Schulhaus Neubad (Süd), Basel.

- Fische 1951. Schulhaus Neubad (Süd), Basel.Basel, Schulhaus Neubad Süd: Fische (1951)
- Basel, Augenspital: Der gute Hirte (1953)
- Zuoz, Reformierte Kirche Zuoz: Drei Könige (1955) – sein erstes sakrales Werk
- Basel, Gellert-Schulhaus: Matrose (1956/1957) – Sujet auch als Pro Patria-Marke (1970)
- Schwyz, Evangelische Kirche: Auferstehung (1958)
- Zuoz, Katholische Kirche Santa Chatrigna: Taube mit Zweig (1957/1959)
- Basel, Schweizerischer Bankverein. Seit 2017 in Zuoz (im Zugangstunnel zum Parkhaus): fünfteiliger Zyklus 5 Erdteile (1957–1960)
- Göschenen, Evangelisch-reformierte Kapelle: Jesus Christus als König, Hirte und Priester (1961)
- Basel, Institut für Rechtsmedizin der Universität Basel: Die Schöpfung (1961)
- Birsfelden, Schulhaus 1C Birspark 2: Rhein, 2-teilig (1962) und Wald, 3-teilig (1962)
- Madulain, Reformierte Kirche Madulain: Auferstehung (1963)
- Frauenfeld, Sekundarschulhaus Reutenen II: Die Abenteuer des Robinson (1964)
- Murgenthal, Reformierte Kirche Glashütten: Sehet die Vögel – Sehet die Lilien (1965)
- Chur, Alters- und Pflegeheim Chur-Masans: Sorget euch nicht für den morgigen Tag (1965)
- Kurzrickenbach, Evangelische Kirche: Die vier Evangelisten (1966)
- Bischofszell, Evangelische Johanneskirche: Offenbarung des Johannes (1968)
- Chur, Kapelle Kantonsspital Graubünden: Auferstehung (1968)
- Frauenfeld, Kantonsschule: Turnfest (1968)
- Zuoz, Kapelle San Bastiaun: Geburt, Kreuzigung, Auferstehung, Schlange, Lamm Gottes (1969)
- Küsnacht, Reformierte Kirche Küsnacht: Taufe Jesu durch Johannes, Die Auferstehung, Jesu im Garten Gethsemane, drei weisse Fenster (1970)
- Basel, Institut für Physik: 4 Elemente – Luft, Feuer, Erde, Wasser (1970)
- Chur, Otto-Barblan-Schulhaus: Zirkusparade, 8-teiliger Zyklus (1970)
- Pratteln, Wohnhaus "Vita Längi", Wylenstrasse 22: Wasser, 6-teilig (1970) und Vogelbaum, 3-teilig (1970)
- Basel, Gellertkirche: Geburt (1966–1970)
- Diessenhofen, Evangelische Stadtkirche: Fischfang (1971) Elia und der Engel (1971)
- Zuoz, Restaurant «Dorta»: Mädchen mit Pferd (1972)
- Scuol, Reformierte Kirche: Der gute Hirte, Der Weinstock, drei weisse Fenster im Schiff, Oculus-Fenster (1972)
- Balgach, Evangelische Kirche: Schöpfung und Kreuzigung (1973)
- Celerina, Atelier Gian Pedretti: Mädchen mit Schlange (1973)
- St. Moritz; Evangelische Kirche St. Moritz Bad: Schöpfung (1974), Noah und die Taube (1974), Maria mit Kind (1983)
- Zuoz, Katholische Kirche Santa Chatrigna: St. Martin (1974)
- Kradolf, Kirchenzentrum «Im Steinacker»: Kreuzigung (1975)
- Santa Maria Val Müstair, Reformierte Kirche: Abraham (1975)
- Büsingen (D), Bergkirche St. Michael: Kreuzigung (1978)
- Samedan, Spital Oberengadin: Die neue Stadt (1979)
- Domat/Ems, Kirche Sogn Pieder: Jerusalem, die neue Stadt (1979)
- Grünigen, Reformierte Kirche Grüningen (Schlosskirche): 11 Medaillons zu den Themen Altes Testament, Jesus, Offenbarung des Johannes (1979)